# Mimosa rosariensis
Mimosa rosariensis är en ärtväxtart som beskrevs av Nilza Fischer de Mattos. Mimosa rosariensis ingår i släktet mimosor, och familjen ärtväxter. Inga underarter finns listade i Catalogue of Life.